# Seznam ideologií pojmenovaných podle lidí
Tento seznam obsahuje názvy ideologií, hnutí a trendů podle lidí. Kmen slova dané ideologie může být pojmenován buď podle skutečného jména nebo přezdívky. Některá z eponym jsou pojmenována podle lidí držící se dané ideologie, ostatní lidmi stojící mimo.

## Politické
- Blairismus – podle Tonyho Blaira
- Castrismus – podle Fidela Castra
- Frankismus – podle Francisca Franca
- Gaullismus – podle Charlese de Gaulla
- Josefinismus – podle Josefa II.
- Kaczysmus – podle Jarosława a Lecha Kaczyńských
- Kádárismus – podle Jánose Kádára
- Kemalismus – podle Kemala Atatürka
- Leninismus – podle Lenina
- Machiavellismus – podle Niccolò Machiavelliho
- Maoismus – podle Mao Ce-tunga
- Marxismus – podle Karla Marxe
- Mccarthismus – podle Josepha McCarthyho
- Násirismus – podle Gamála Násira
- Perónismus – podle Juana Peróna
- Sarkozysmus – podle Nicolase Sarkozyho
- Stalinismus – podle Stalina
- Titoismus – podle Josipa Broza Tita
- Thatcherismus – podle Margaret Thatcherové
- Trockismus – podle Lva Davidoviče Trockého
- Villepinismus – podle Dominique de Villepina
- Zapatismus – podle Emiliano Zapaty

## Náboženské a filosofické
- Ariánství – podle Areia
- Aristotelismus – podle Aristotela
- Arminianismus – podle Jakuba Arminia
- Bábismus – podle Bába
- Bahá'í – podle Bahá'u'lláha
- Buddhismus – podle Buddhy
- Řád bratří kazatelů – podle sv. Dominika
- Epikureismus – podle Epikúra
- Františkáni – podle Františka z Assisi
- Hutterité – podle Jakoba Huttera
- Ismá'ílíja – podle Ismá'ila ibn Džafara
- Jansenismus – podle Cornelia Jansena
- Kalvinismus – podle Jana Kalvína
- Křesťanství – podle Ježíše z Nazareta
- Konfucianismus – podle Konfucia
- Luteránství – podle Martina Luthera
- Manicheismus – podle Mániho
- Mennonité – podle Menno Simonse
- Nakšbandíja – podle Bahá ad-Dín Nakšbanda
- Nestoriánství – podle Nestoriovi
- Pelagianismus – podle Pelagiem
- Platonismus – podle Platóna
- Sabellianismus – podle Sabellia
- Tomismus – podle Tomáše Akvinského
- Wahhábismus – podle Muhammada ibn Abd al-Wahhába
- Zoroastrismus – podle Zarathruštry

## Ekonomické
- Keynesiánství – podle Johna Keynese
- Malthuziánství – podle Thomase Malthusa

## Vědecké
- Darwinismus (Neodarwinismus) – podle Charlese Darwina
- Lamarckismus – podle Jeana Baptisty Lamarcka

## Ostatní
- Fordismus – podle Henryho Forda
- Masochismus – podle Leopolda von Sacher-Masocha
- Sadismus – podle Markýze de Sada
- Taylorismus – podle Fredericka Taylora
- Tauronismus - podle EtheraLa